# Jean-Paul Rappeneau
Jean-Paul Rappeneau, född 8 april 1932 i Auxerre i Yonne, är en fransk filmregissör och manusförfattare. Han började som regiassistent 1952 och regisserade sin första korfilm 1957. Han långfilmsdebuterade 1966 med Vilken himla kalabalik, en lättsam komedi i andra världskriget-miljö som gick hem hos både publik och kritiker och fick Louis Delluc-priset. Rappeneaus filmer har utmärkts av stort fokus på skådespelare, perfektionism och genomarbetade ämnesbehandlingar. Han har återkommande arbetat med skådespelare som Philippe Noiret, Catherine Deneuve, Jean-Paul Belmondo, Yves Montand och Isabelle Adjani.
Till hans kändaste filmer hör Äventyraren (1971), en komedi om efterspelet till franska revolutionen, Cyrano de Bergerac (1990), en storsatsning efter pjäsen med samma namn av Edmond Rostand, som fick Césarpriset i tio kategorier och gjorde Gérard Depardieu till bästa manliga skådespelare vid filmfestivalen i Cannes, och Ryttare på taket (1995), efter Jean Gionos roman Husaren på taket. Rappeneau har även arbetat som manusförfattare åt andra regissörer, bland annat Philippe de Broca i Mannen från Rio, för vilken han blev nominerad till Oscar för bästa originalmanus 1965.

## Filmografi
Regi
- Chronique provinciale (1958) – kortfilm
- Vilken himla kalabalik (La Vie de château) (1965)
- Äventyraren (Les Mariés de l'an II) (1971)
- En brud på halsen (Le Sauvage) (1975)
- Tout feu, tout flamme (1981)
- Cyrano de Bergerac (1990)
- Ryttare på taket (Le Hussard sur le toit) (1995)
- Bon voyage (2003)
- Belles familles (2015)